# 缺鰭電鰩
缺鰭電鰩（學名：Temera hardwickii），又稱缺鰭電鱝，為軟骨魚綱電鰩目單鰭電鰩科缺鰭電鰩屬的一種，被IUCN列為易危保育類動物，由英國動物學家約翰·愛德華·格雷 (John Edward Gray) 在1831年出版的科學雜誌《動物學雜記》(Zoological Miscellany) 中將本種描述為一個新種和屬。他的敘述是基於托馬斯·哈德威克將軍從馬來西亞檳城收集並贈送給大英博物館的兩個標本。分布於印度西太平洋海域，從安達曼海至麻六甲海峽，北至越南海域，本魚胸鰭盤呈橢圓形，成魚的寬度略大於長度，稚魚的則為圓形或長度大於寬度，小而凸出的眼睛緊接著是大小大致相等、邊緣光滑的氣孔，頭部兩側的皮膚下方可見一對腎形的電器官，圓形小鼻孔之間有一層皮膚，一直延伸到嘴巴，有五對短鰓縫。腹鰭與胸鰭盤僅略微重疊，每個都又長又寬，大致呈三角形，雄魚的尾緣比雌魚的更凹，尾巴粗壯，比圓盤短很多，沒有背鰭，尾巴的末端有一個相當大的三角形尾鰭，尾鰭的長度與寬度相同，背部呈純淺棕色，有時有較深的斑紋和白色斑點，腹部呈淺色，胸鰭和腹鰭上有較寬的深色邊緣，體長可達46公分，棲息在沿海沙泥底質海域，為底棲性魚類，屬肉食性，以小型無脊椎動物為食，體內的發電器官，可能用來防禦或捕食，生活習性不明。